# Комаром (комитат)
Комаром (венг. Komárom; словац. Komárno; нем. Komorn) — исторический комитат в северо-западной части Венгерского королевства, расположенный на обоих берегах Дуная у впадения в него реки Ваг. В настоящее время северная половина этой территории на левом берегу Дуная принадлежит Словацкой республике (южные части Трнавского и Нитранского краёв), а южная половина входит в состав медье Комаром-Эстергом Венгерской республики. Административным центром комитата являлся город Комаром (современное название — Комарно, на территории Словакии).
В дореволюционной русской исторической литературе комитат обычно именовали по немецкому названию: Коморнский комитат. В советской и российской литературе, посвящённой истории Словакии, используется также словацкий вариант названия: Комарненская жупа или Комарненский комитат.

## География
Западная часть территории Комарома находилась на Малой Венгерской низменности — Кишальфёльде. Ландшафт этой области представлял собой плоскую (на юго-западе — холмистую) равнину, рассечённую множеством рек, небольших озёр и болот. На самом юге комитата находится невысокая горная гряда Герече, а на юго-востоке — горы Вертеш. На северо-востоке Комарома находится возвышенность, переходящая в отроги гор Бурда. С запада на восток комитат пересекает Дунай, в который с севера впадает река Ваг. У места впадения была расположена столица комитата город Комаром (Комарно). Северо-западная часть комитата, ограниченная Дунаем, Вагом и Малым Дунаем фактически представляет собой восточную часть острова, образованного двумя рукавами Дуная (Житный остров), крупнейший речной остров в Европе. В северо-восточной части комитата также протекает река Нитра, левый приток Вага. Общая площадь комитата составляла 2 834 км² (по состоянию на 1910 г.). Комаром граничил со следующими венгерскими комитатами: Дьёр, Пожонь, Нитра и Барш, Эстергом, Пешт-Пилиш-Шольт-Кишкун, Фейер и Веспрем.
В сельском хозяйстве комитата главную роль играло виноградарство, выращивание зерновых культур и разведение крупного рогатого скота. В горах добывался каменного угля, по чьим запасам Комаром занимал одно из первых мест в Венгрии. В городе Комаром существовали предприятия пищевой промышленности и машиностроения.

## История
Комаром был одним из первых венгерских комитатов, образованных в начале XI века королём Иштваном I Святым. Его центром стал одноимённый королевский замок на Дунае, а в состав комитата вошли земли, лежавшие в пределах около 20 км вокруг замка по обеим берегам реки. Позднее административные органы переехали из Комаромского замка в быстро растущий город Комаром на левом берегу Дуная. При короле Матьяше Хуньяди замок превратился в практически неприступную крепость (см. Крепость Комарно), чья система обороны простиралась на 11 км. В первой половине XVI века южные части комитата были захвачены турками, однако все атаки на город Комаром провалились. Комаром стал центром обороны Верхней Венгрии от турок. Лишь южные регионы комитата вокруг города Тата в 1543—1566 гг. и в 1594—1602 гг. находились в составе Османской империи (Эстергомский санджак).
После поражения Австро-Венгрии в Первой мировой войне и её распада в 1918 году согласно Трианонскому договору 1920 года граница между Венгерской республикой и новообразованной Чехословакией прошла по Дунаю. В результате вся северная половина комитата вместе с его административным центром, несмотря на то, что численность словацкого населения здесь была менее 4 %, была передана Чехословакии. На её основе, вместе с отошедшими Чехословакии областями комитатов Дьёр и Эстергом, была создана Комарненская жупа, в которой подавляющее большинство населения были этническими венграми. Комарненская жупа просуществовала до конца 1922 г., когда её территория была разделена между Нитранской и Братиславской жупами.
Южная, правобережная, часть комитата Комаром осталась по Трианонскому договору в составе Венгрии. Она была объединена с венгерской частью комитата Эстергом в медье Комаром-Эстергом. В 1938 г., по решению Первого венского арбитража, принятого под давлением Гитлера, чехословацкая часть комитата вновь была передана Венгрии. В результате был воссоздан Комаромский комитат, к которому были присоединены и территории на западе Житного острова.
После Второй мировой войны граница между Чехословакией и Венгрией по Дунаю была восстановлена. Венгерская часть комитата вошла в медье Комаром с центром в Татабанье (с 1950 года). В 1992 году эта административная единица была переименована и в настоящее время носит название медье Комаром-Эстергом. Северная часть бывшего комитата в 1960—1990 годах входила в состав Западнословацкого края Чехословацкой социалистической республики, а после распада Чехословакии в 1993 году вошла в состав Словакии. В настоящее время земли бывшего комитата относятся к Комарненскому и, частично, к Новозамоцкому округу Нитранского края, а также к Дунайскостредскому округу Трнавского края.
Словацкая часть комитата Комаром неформально относится к исторической области Подунайско, для которой характерно высокая доля венгров в этническом составе её населения. Это особенно характерно для Комарненского округа, в котором доля венгров составляет до 80—90 % жителей.

## Население
Согласно переписи 1910 г. на территории комитата Комаром проживало 201 850 жителей, чей этнический состав распределялся следующим образом:
- венгры: 178 473 чел. (88,4 %);
- немцы: 12 117 чел. (6 %);
- словаки: 8105 чел. (4 %).

В религиозном отношении население комитата относилось, по преимуществу, к Римско-католической церкви (67,5 %), однако численность кальвинистов была также довольно значительной (25,3 %). Евреи в Комароме составляли чуть более 3,5 % жителей.

## Административное деление
В начале XX века в состав комитата входили следующие округа:
| Округа            | Округа                    |
| Округ             | Адм. центр                |
| ----------------- | ------------------------- |
| Гестеш            | Надьигманд                |
| Тата              | Тата                      |
| Удвард            | Одьялла (Гурбаново)       |
| Чаллокёз          | Немешоча (Земьянска Олча) |
| Свободный город   |                           |
| Комаром (Комарно) |                           |